# D-Generation
D-Generation је деби сингл Луке Ивановића, познатијег под својим уметничким именом Luke Black, који се објавио под музичком кућом Universal Music Group 24. фебруара 2015. године. Лука је српски кантаутор. Осим ауторском музиком, бави се и аудио продукцијом и режијом сопствених наступа и музичких спотова.

## Порекло песме и историјат њеног издања
Лука Ивановић се први пут представио јавности у мају 2013. године на Грувленд фестивалу, када је и премијерно извео сингл D-Generation. Тада су га приметили представници Universal Music-а и позвали у своју канцеларију у Београду, како би започели сарадњу. Он је први соло извођач из Србије са ексклузивним уговором за Universal Music Group.
Luke Black је комплетан аутор сингла D-Generation, који је настао током 2014. године. Песма је прво објављена дигитално у издању Грувленда, а касније су радио-станице почеле да емитују овај сингл, који се изборио за своје место на топ-листама најслушанијих песама. Крајем 2014. године, Радио Б92 је ову песму уврстио у листу предлога за сингл године.
О издавању песме Лука је рекао у интервју:
| „ |D-Generation сам снимио прошле године са пријатељима из независне продукцијске куће Грувленд из Београда. Песму смо објавили дигитално и послали је радио станицама. Свега неколико дана касније радио станице почеле су да је пуштају, а неке су је и ставиле на своје топ листе. Потпуно лудо! Реакције на песму су биле одличне... чак су ме приметили и људи из Универсал Мусиц и позвали у своју канцеларију у Београду. Био сам престрављен. | ” |

Премијером спота, 24. фебруара 2015. године на глобалном сервису Vevo, званично је објављена сарадња с Universal Music Group-ом и најављено прво студијско ЕП издање.

## Варијанте песме
Истог дана кад је премијерно објављен спот, 24. фебруара 2015. године, широм света осим у САД, појавило се дигитално реиздање сингла D-Generation, а поред ремастероване верзије, на издању се још налазе три ремикса иза којих стоје MKDSL, Јан Немечек и Луминус.

## Пријем
За америчко тржиште сингл је објављен 10. марта 2015. Сингл је дебитовао на 9. месту МТВ Адрија топ-листе извођача из региона и међу првих 50 на стриминг сервису Deezer у Србији. Такође, сингл се налазио на 10. месту листе синглова Градског радија – Твој хит на првом месту.

## Значење
је меланхолична електро химна, а према Лукиним речима, инспирисана (де)генерацијом данашњег друштва. Трећи српски музички портал MjuzNews објашњава да песма представља генерацију Д; друштво унутар друштва које се не уклапа у калуп.
О песми Лука је рекао у интервјуима:
| „ | То је игра речи коју свако може да схвати на свој начин. По мом неком размишљању то представља генерацију Д; потпуно абитну генерацију, друштво унутар друштва које се не уклапа у калуп у ком се целокупно друштво налази... А оно што то друштво чини дегенарцијом је чињеница да се поносе лажном сликом коју су о себи створили а која је наметнута начелима новог времена у ком су одрасли. Они се слепо држе те слике ради осећања припадности, иако дубоко у себи ни не верују у њу. | ” |

## Музички спот
Заједно с младим уметником Василијем Вујовићем (VASSO), Luke Black је осмислио концепт за видео-спот овог сингла, који је током 2014. године снимљен у Суботици.
Музички спот за ову песму је премијерно приказан на МТВ Адрија, а неколико сати касније и на његовом званичном Vevo каналу.